# Böttingen
Böttingen es un municipio alemán en el distrito de Tuttlingen en Baden-Wurtemberg. Está ubicado entre los 911 y los 991 m s. n. m. en la meseta del Heuberg en un largo valle seco.